# 八氰合钼(IV)酸钾
八氰合钼(IV)酸钾是一种无机化合物，化学式为K4[Mo(CN)8]。它是黄色固体，是一种氰均配物的钾盐，配位数为8。它常以二水合物K4[Mo(CN)8]·2H2O的形式存在。

## 制备
八氰合钼(IV)酸钾可由硼氢化钾在乙酸和氰化钾的存在下还原钼酸盐制得。这是最初的制备方法之一，钼酸盐在还原的同时，氰合钼(IV)酸盐原位生成，其产率在70%左右。由于反应原料较为便宜，它适用于较大剂量的制备。
4 MoO42- + 32 CN- + BH4- + 31 H+ → 4 [Mo(CN)8]4- + 16 H2O + H3BO3
另一种制备方法是以MoCl4(Et2O)2为原料和氰化钾反应，这一过程没有还原反应发生。由于MoCl4(Et2O)2不如钼酸盐常见，这一方法只适用于少量制取八氰合钼(IV)酸钾。
MoCl4(Et2O)2 + 8 KCN → K4[Mo(CN)8] + 4 KCl + 2 Et2O

## 化学性质
八氰合钼(IV)酸钾中的[Mo(CN)8]4−配离子会在强酸中会转化为黄色的潮湿敏感的异氢氰酸配合物[Mo(CNH)8]4+。
K4[Mo(CN)8] + 8 HSbF6 → [Mo(CNH)8][SbF6]4 + 4 KSbF6
它在光照下可以水解，并被空气中的氧气氧化为蓝色的K6[MoIV2MoVI(CN)8O6]·2H2O。
它被电化学还原，可以得到K5[Mo(CN)8]；用氢气在390 °C还原，则得到二价钼的配合物K4[Mo(CN)6]。
它和三甲基氯化锡在1：1水/四氢呋喃的混合溶液中反应，可以得到黄色的[(CH3)3Sn]4[Mo(CN)8]。
K4[Mo(CN)8] + 4 (CH3)3SnCl → [(CH3)3Sn]4[Mo(CN)8] + 4 KCl